# Luciano Borzone

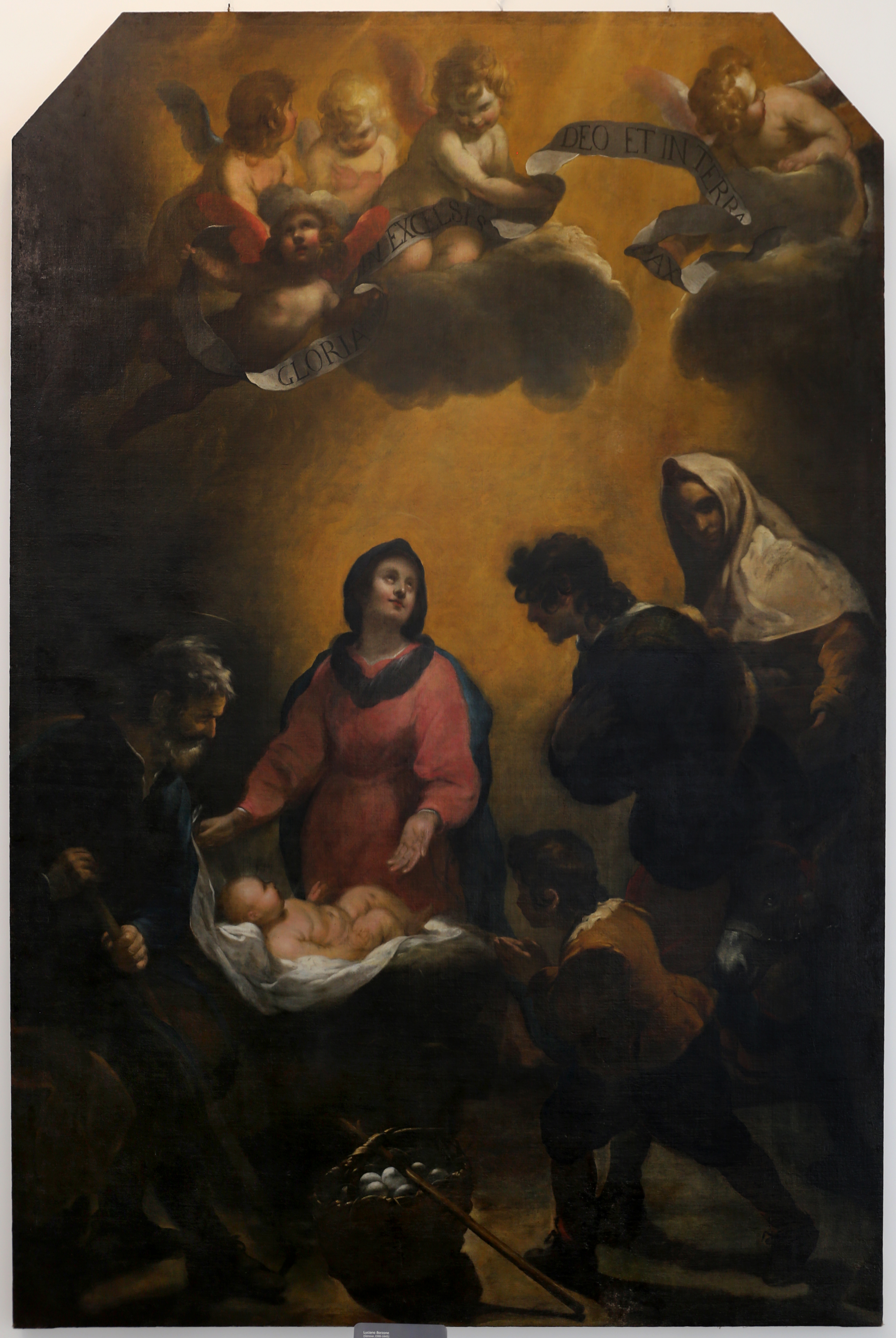
Luciano Borzone: Anbetung der Hirten, Museo d'arte di Palazzo Gavotti, Savona (aus der Kirche Santa Teresa, Savona)

Luciano Borzone (auch: Bolzone; * 1590 in Genua; † 12. Juli 1645 ebenda) war ein italienischer Maler und Radierer der Genueser Schule. Er gehörte zu einer Künstlerfamilie.

## Leben
Er kam als Sohn von Silvestro Borzone und Veronica Bertolotto in Genua zur Welt und erlernte die Anfangsgründe der Malerei, und besonders das Zeichnen, bei seinem Onkel Filippo Bertolotto, einem durchschnittlichen Porträtmaler. Später trat Luciano durch Fürsprache des Alberico Cybo, Fürst von Massa, in die Schule von Cesare Corte (1550–1613/14) ein, der auch Kunsthändler war und über den Borzone möglicherweise Werke venezianischer Meister wie Tizian oder Veronese kennenlernte.
Laut Soprani heiratete er mit 19 Jahren die Nichte des Kapellmeisters Gerolamo Morello „oder Gallo“ (Soprani, S. 180). Ihre drei Söhne Giovanni Battista, Carlo und Francesco Maria wurden auch alle Maler (siehe unten).
In der Accademia del disegno wurde Giovanni Carlo Doria auf den talentierten jungen Maler aufmerksam und gab bei ihm mehrere Gemälde in Auftrag (Soprani, S. 180). Wahrscheinlich in der zweiten Hälfte des Jahres 1614 begleitete Borzone als künstlerischer Berater den Fürsten Doria nach Mailand, wo er in direkten Kontakt mit den führenden lombardischen Malern, besonders Giulio Cesare Procaccini und Cerano, kam. In Mailand malte Borzone viele Porträts einflussreicher Personen und erhielt zahlreiche Aufträge, die er später in Genua fertigstellte, wo er eine eigene Werkstatt eröffnete.

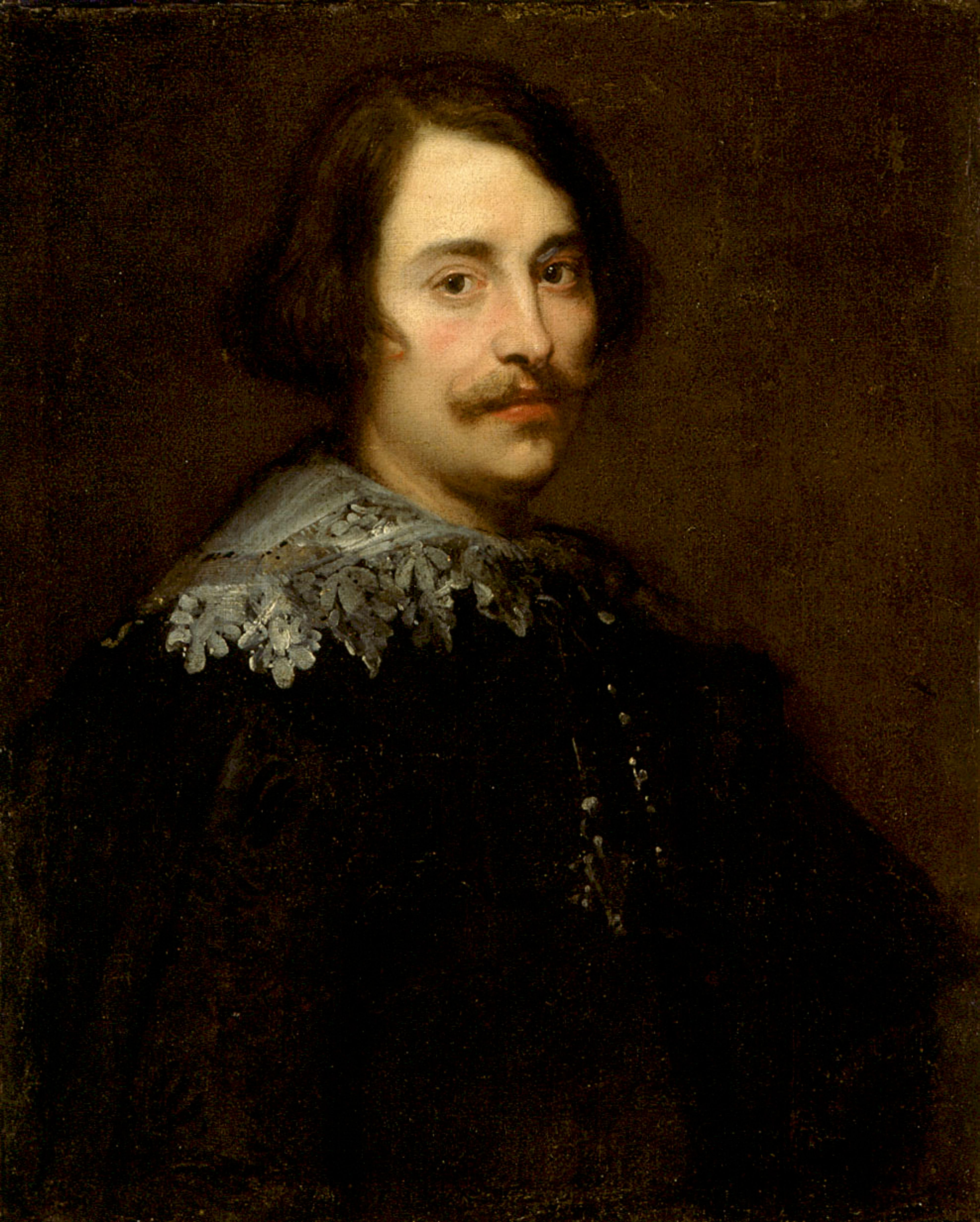
Porträt eines Mannes, um 1630–40, Öl auf Leinwand, 72,0 × 58,5 cm, Finnische Nationalgalerie, Helsinki

Soprani berichtet von Borzones Fähigkeit, winzige Miniaturporträts zu malen, die man „leicht unter Diamanten und anderen Juwelen an den Ringen anbringen konnte“ („sotto li diamanti e altre gioie negli anelli potevano facilmente accomodarsi“; Soprani, S. 180).
Luciano Borzone war ein gebildeter und geistreicher Maler, der neben seinen hervorragenden und treffend beobachteten Porträts auch Genreszenen und religiöse Themen malte; er gilt als einer der ersten Genueser Maler, der die naturalistischen Neuerungen in der Nachfolge Caravaggios aufnahm. Nebenbei schuf er Radierungen und illustrierte Bücher, beispielsweise A. Franzones La nobiltà di Genova („Der Adel Genuas“, Genua 1636).
Er war auch mit dem Dichter Gabriello Chiabrera befreundet, in dessen Briefen der Maler zwischen 1614 und 1632 öfters erwähnt wird. Ein Porträt Chiabreras von Borzones Hand befand sich laut Soprani (S. 182) in der Sammlung Papst Urbans VIII. Borzone muss sich auch mit Bernardo Castello gut verstanden haben, der ebenfalls ein Freund Chiabreras war. Castello und Borzone versprachen dem Dichter (1616?), die Wände seines Hauses in Savona zu dekorieren, und dieser widmete Borzone in dem Zusammenhang die Canzonetta „Se di bella, che in Pindo alberga Musa“ (in: G. Chiabrera: Canzonette. Rime varie. Dialoghi, hrsg. v. L. Negri, Turin 1952, S. 83 f) außerdem den Sermon „Borzon, tosto che torni il sol nel Cancro“ (ebenda, S. 456 f). Aus Chiabreras Briefen weiß man, dass Borzone 1617 krank war.
Von den zahlreichen Werken Luciano Borzones, die Soprani in seiner Biografie erwähnt, sind viele heute verschollen, darunter ein Porträt von Kardinal Orazio Spinola († 1616) und ein Abbild der heiligen Kette – einer Reliquie aus grünem Glas (früher für Smaragd gehalten) im Dom von Genua. Diese malte er im Auftrag des Senats von Genua für Philipp III. von Spanien, also vor dessen Tod im Jahr 1621. Auch andere Bilder Borzones gingen nach Spanien.

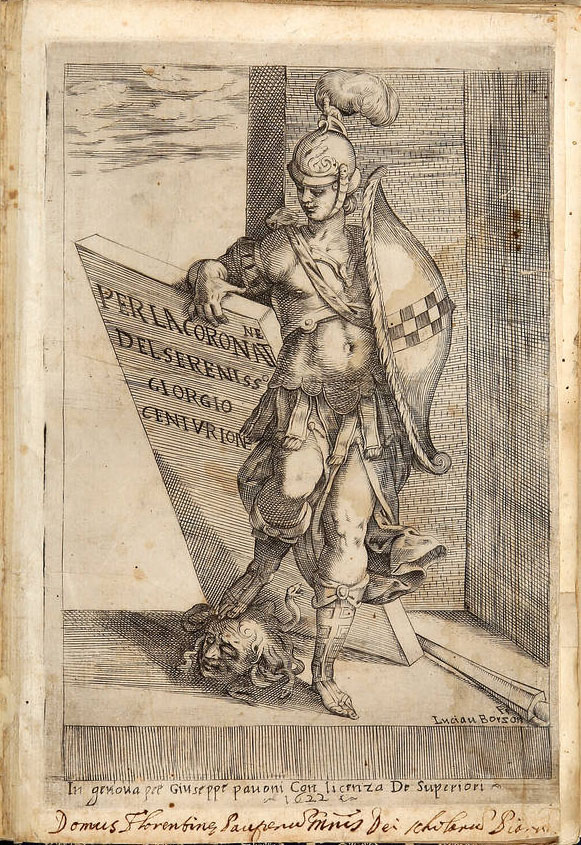
Frontispiz zu Giuseppe Pavoni: Per la coronatione del Serenissimo Giorgio Centurione, Genua, 1622

Aus Chiabreras Briefwechsel geht hervor, dass Borzone 1629 beabsichtigte, nach Massa und Florenz zu reisen. 1633 war er in Rom und wurde als Mitglied in die dortige Accademia di San Luca, die Künstlergilde von Rom, aufgenommen.
Nur relativ wenige Werke sind heutzutage eindeutig als Werke von Luciano Borzone zu identifizieren, darunter das Gemälde Christus und Veronica in der Genueser Kirche San Francesco di Paola, wo er lombardische Einflüsse zeigt. Signiert ist das Altarbild Die Madonna überreicht dem hl. Bernhard die Schlüssel von Genua in San Girolamo a Quarto (Genua), das in einigen Details an Bernardo Strozzi erinnert. Erwähnenswert ist auch das Wunder des hl. Antonius in der Kirche San Francesco a Rapallo.
Luciano Borzones Predigt des hl. Vincenz Ferrer als Kind in Santa Maria di Castello (Genua) wurde 1951 durch eine ungeschickte Restaurierung in seiner Wirkung beeinträchtigt.
Borzone schrieb auch Gedichte im Genueser Dialekt, von denen einige in Gian Giacomo Cavallos Sammlung Ra Cittara Zeneize (Genua, 1636) veröffentlicht wurden.
Gegen Ende seines Lebens gehörte zu seinen Kunden Giacomo Lomellini genannt „il Moro“, für den er auch als künstlerischer Berater beim Aufbau einer eigenen Sammlung fungierte. Für diesen malte er einen Hl. Paulus mit einigen alten Büchern in der Hand und einen Hl. Petrus, der Jesus verleugnet (Soprani, S. 183).
Sein letztes Werk war die Geburt Christi (oder „Krippe“) in der Cappella Lomellini der SS. Annunziata del Vastato (Genua), die jedoch nach seinem Tode von seinen Söhnen Giovanni Battista und Carlo fertiggestellt werden musste, da Luciano während der Arbeit an diesem Bild 1645 von einem Gerüst fiel und an den Folgen starb.
Zu Borzones Schülern gehörten neben seinen eigenen Söhnen: Giovanni Battista Mainero, Gioacchino Assereto, Giovanni Battista Monti und Silvestro Chiesa; Ratti nennt auch Giovanni Battista Gaulli, der jedoch bei Borzones Tod erst sechs Jahre alt war.

## Lucianos Söhne
Von Giovanni Battista und Carlo Borzone ist nur wenig – nicht einmal ihre Geburtsjahre – bekannt. Laut Soprani war Giovanni Battista besonders für die Historienmalerei begabt, während Carlo sowohl Historien als auch Porträts malte, letztere auch als Miniaturen. Wie oben bereits erwähnt stellten beide gemeinsam 1645 die Geburt Christi ihres Vaters in der SS. Annunziata fertig.
Giovanni Battista wird außerdem eine Madonna mit dem Kinde und vier Engeln in der Glorie zugeschrieben, die sich zu Thieme-Beckers Zeit „in der Harrachschen Bildergalerie in Wien“ (heute wahrscheinlich in Schloss Rohrau) befand; es handelt sich vermutlich um eine Prozessionsfahne, die auf der Rückseite einen Johannes d. Täufer eines anderen anonymen Malers trägt.
Von Carlo Borzone ist wahrscheinlich nichts erhalten; 1654–55 malte er ein Porträt für den Herzog von Mantua.
Giovanni Battista und Carlo starben beide 1657 in Genua an der Pest.
Zu Lucianos drittem Sohn siehe den Artikel Francesco Maria Borzone.

## Werke (Auswahl)
- Christus und Veronica, San Francesco di Paola, Genua
- Die Madonna überreicht dem hl. Bernhard die Schlüssel von Genua (signiert), San Girolamo a Quarto, Genua
- Der hl. Franziskus, Accademia Albertina, Turin.
- Wunder des hl. Antonius, San Francesco a Rapallo, Genua
- Wunder des hl. Antonius, Pinacoteca civica, Savona
- Geburt Christi, (urspr. in der Kirche Santa Teresa in Savona) Pinacoteca civica, Savona
- Madonna mit Kind und dem hl. Georg, Palazzo San Giorgio, Genua
- Predigt des hl. Vincenz Ferrer als Kind, Santa Maria di Castello, Genua
- Geburt Christi oder Die Krippe („Il presepe“), Cappella Lomellini in der SS. Annunziata del Guastato, Genua

Luciano Borzone zugeschrieben:
- Joseph von seinen Brüdern verkauft und Die Juwelen werden in Benjamins Beutel gefunden, Kirche San Lorenzo, Monticelli d'Ongina
- Die Juwelen werden in Benjamins Beutel gefunden, Privatsammlung, Genua
- Hl. Franziskus, Kathedrale von Chiavari
- Achior erhält das Haupt des Holofernes, Privatsammlung, Rom